# Octonoba spinosa
Octonoba spinosa är en spindelart som beskrevs av Yoshida 1982. Octonoba spinosa ingår i släktet Octonoba och familjen krusnätsspindlar.
Artens utbredningsområde är Taiwan. Inga underarter finns listade i Catalogue of Life.